# 博采什蒂鄉 (阿爾傑什縣)
45°00′22″N 25°08′25″E / 45.0062°N 25.1404°E
博采什蒂鄉（羅馬尼亞語：Comuna Boțești, Argeș），是羅馬尼亞的鄉份，位於該國中南部，由阿爾傑什縣負責管轄，面積39平方公里，海拔高度520米，2009年人口1,218，人口密度每平方公里31人。